# St. Martin (Wehr)

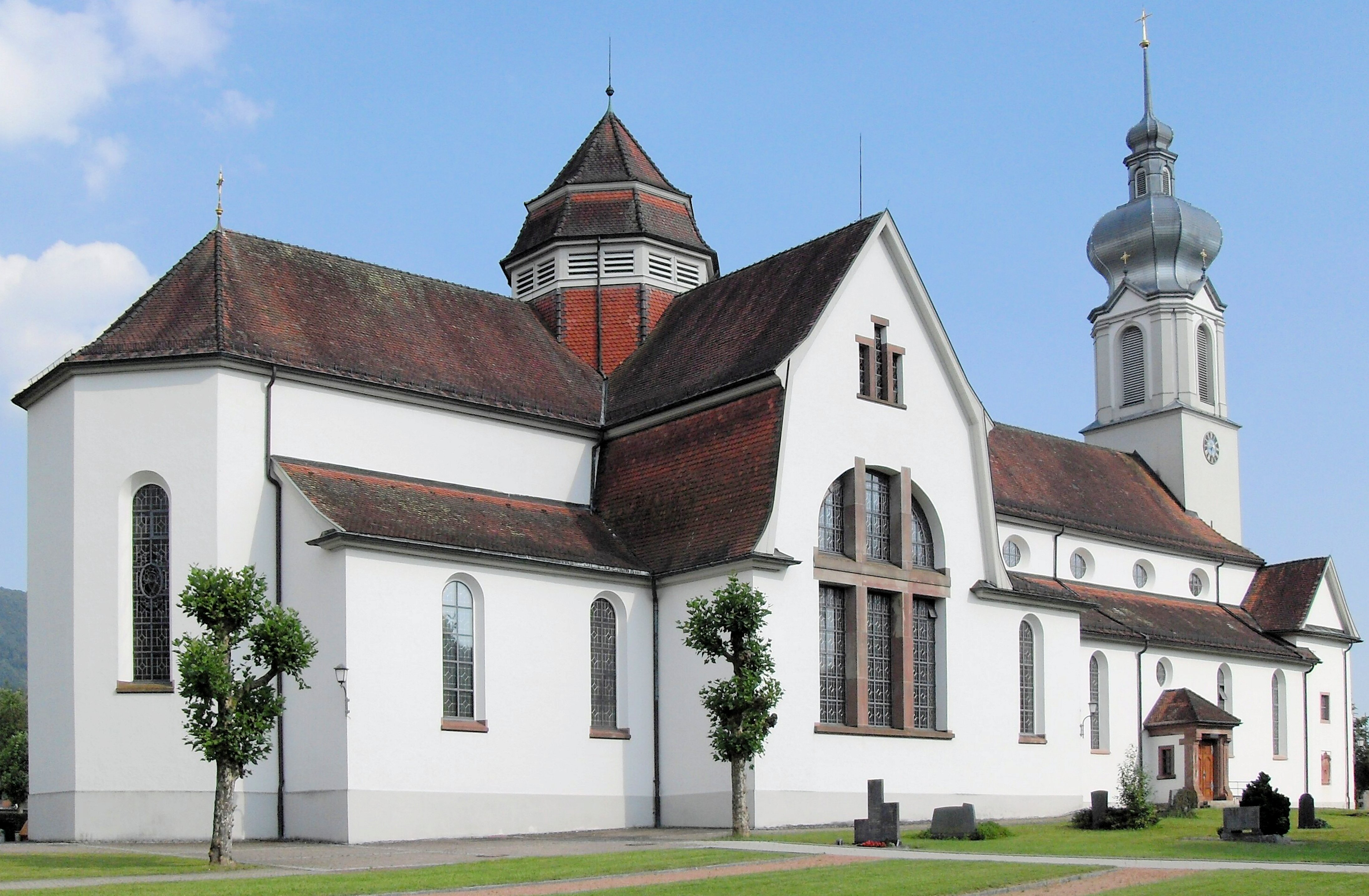
St. Martin in Wehr

Die römisch-katholische Pfarrkirche St. Martin steht in Wehr, einer Stadt im Landkreis Waldshut in Baden-Württemberg. Die Kirchengemeinde gehört zum Dekanat Waldshut im Erzbistum Freiburg. Das Bauwerk ist beim Landesamt für Denkmalpflege Baden-Württemberg als Baudenkmal eingetragen.

## Beschreibung

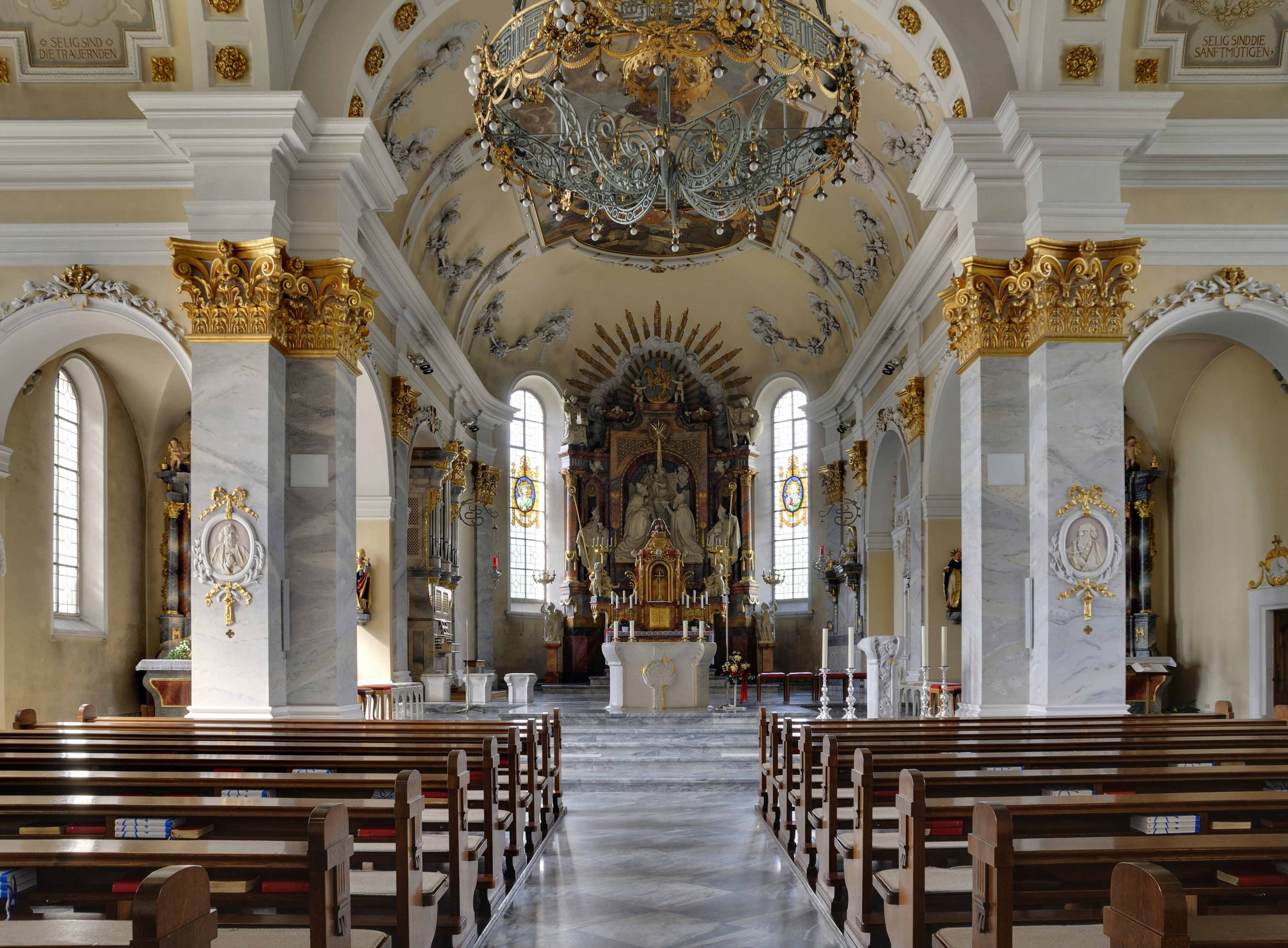
Innenraum

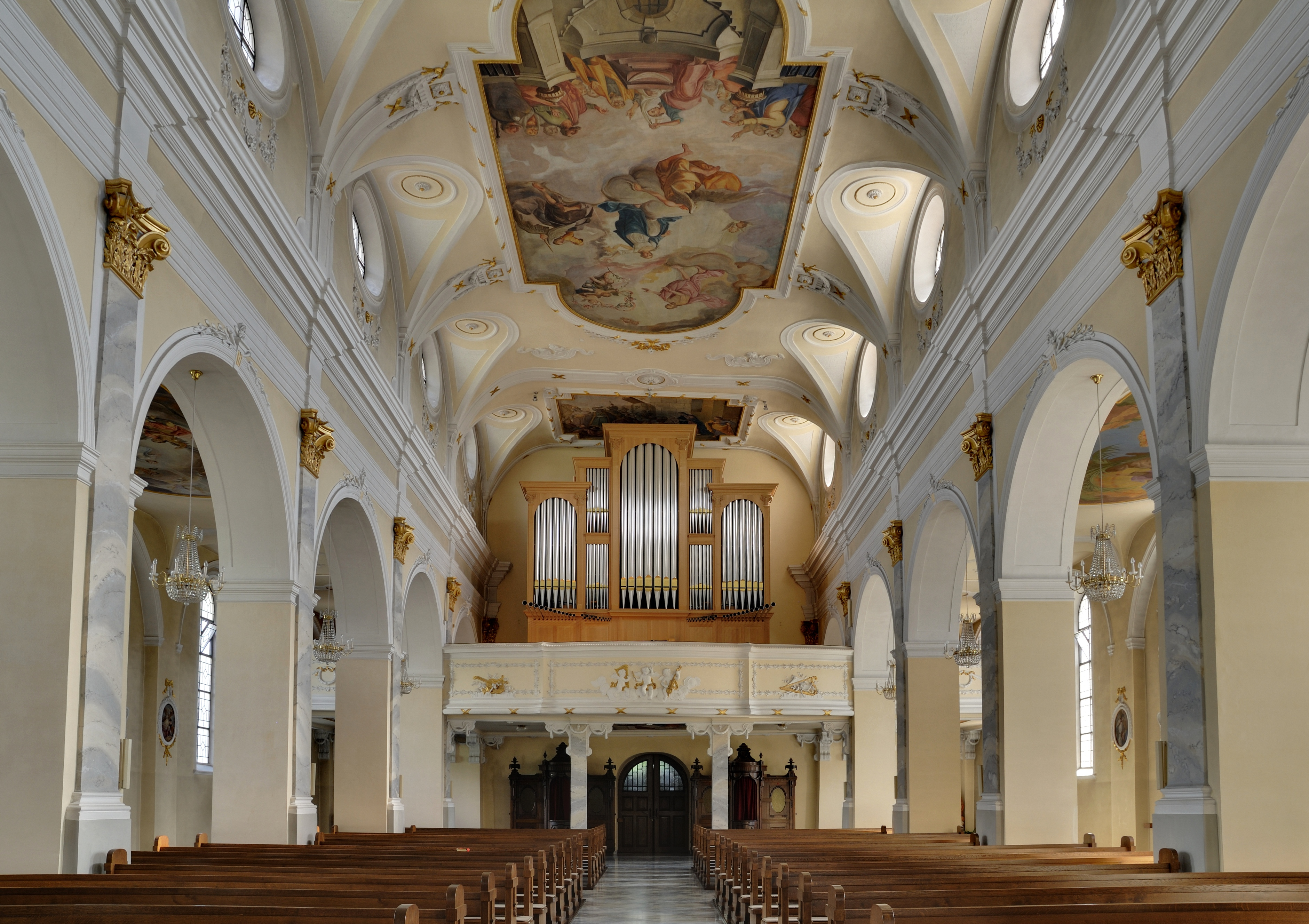
Blick zur Orgel

Das Langhaus der 1777 gebauten barocken Saalkirche wurde 1804/05 durch Anfügung zweier Seitenschiffe zu einer Basilika verbreitert. 1908–10 wurde zwischen dem Langhaus und dem dreiseitig geschlossenen Chor im Norden nach einem Entwurf von Raimund Jeblinger ein Querschiff mit einer Kuppel über der Vierung eingefügt. Das Portal befindet sich hinter der Ädikula des im Süden stehenden Kirchturms. In seinem Glockenstuhl hängen sechs Kirchenglocken.
Der neobarocke Hochaltar wurde von den Gebrüdern Mezger gebaut. Die übrige Kirchenausstattung wurde nach Entwürfen von Johann Friedrich Vollmar im klassizistischen Stil verändert. Der Stuck, die Deckenmalerei des Mittelschiffs und die Kanzel von Vollmar sind heute noch erhalten. Die Orgel mit 33 Registern wurde 2007 als Opus 633 von Metzler Orgelbau gebaut.